# Didymella festucae
Didymella festucae är en svampart som tillhör divisionen sporsäcksvampar, som först beskrevs av Heinrich Wegelin och som fick sitt nu gällande namn av Lennart Holm. 
Didymella festucae ingår i släktet Didymella och familjen Didymellaceae. Arten är reproducerande i Sverige.